# Kumbaragatte, Hosadurga
Kumbaragatte là một làng thuộc tehsil Hosadurga, huyện Chitradurga, bang Karnataka, Ấn Độ.